# GSC 03466-00819
GSC 03466-00819 è una stella della Costellazione dell'Orsa Maggiore. Dista dalla Terra 457 anni luce e con una magnitudine apparente di 12 non è visibile ad occhio nudo. L'unico pianeta conosciuto che gli orbita intorno è HAT-P-3 b.